# Alfa Romeo 350
L'Alfa Romeo 350 était un camion de catégorie moyenne polyvalent fabriqué par le constructeur italien Alfa Romeo V.I. à partir de 1935. 
Ce véhicule fut fabriqué pendant 7 ans et a été décliné en version civile et militaire. Le constructeur en dérivera une version spéciale autobus destinée aux carrossiers industriels qui construiront des carrosseries spécifiques. Il couvre la gamme moyenne de transport de 6 tonnes.

## Histoire
L'Alfa Romeo 350 était un camion situé au milieu de la gamme du constructeur milanais Alfa Romeo. Il disposait d'une ligne de cabine très carrée. Ce sera le dernier camion  à être fabriqué dans l'usine usine de Portello à Milan, avant son agrandissement.
L’Alfa Romeo 350 avait été conçu parce que les précédentes productions du constructeur milanais n'avaient pas rencontré le succès car c'étaient des véhicules lourds de grosses dimensions et très coûteux, comme les modèles 85 et 110, les premiers du jeune constructeur. 
Le châssis fut également utilisé pour des autobus. 

L'Alfa Romeo 350 était équipé d'un moteur diesel F6M 6 cylindres en ligne de 6.126 cm3 de cylindrée développant une puissance énorme pour l'époque de 85 chevaux à 2 000 tours par minute.  
Comme tous les poids lourds immatriculés sur le territoire italien jusqu'en 1974, la conduite est à droite. 
Comme pour tous les autres modèles de la marque, on utilisait les versions châssis bruts surbaissés pour les autocars/autobus reprenant les composants mécaniques principaux du camion. 